# Bitica
Bitica (también Bitika) es una localidad y un municipio de la provincia ecuatoguineana contintental de Litoral, cuya capital es Bata. Su población es de 8291 habitantes (datos de 2012). 